# سوترا ماسية

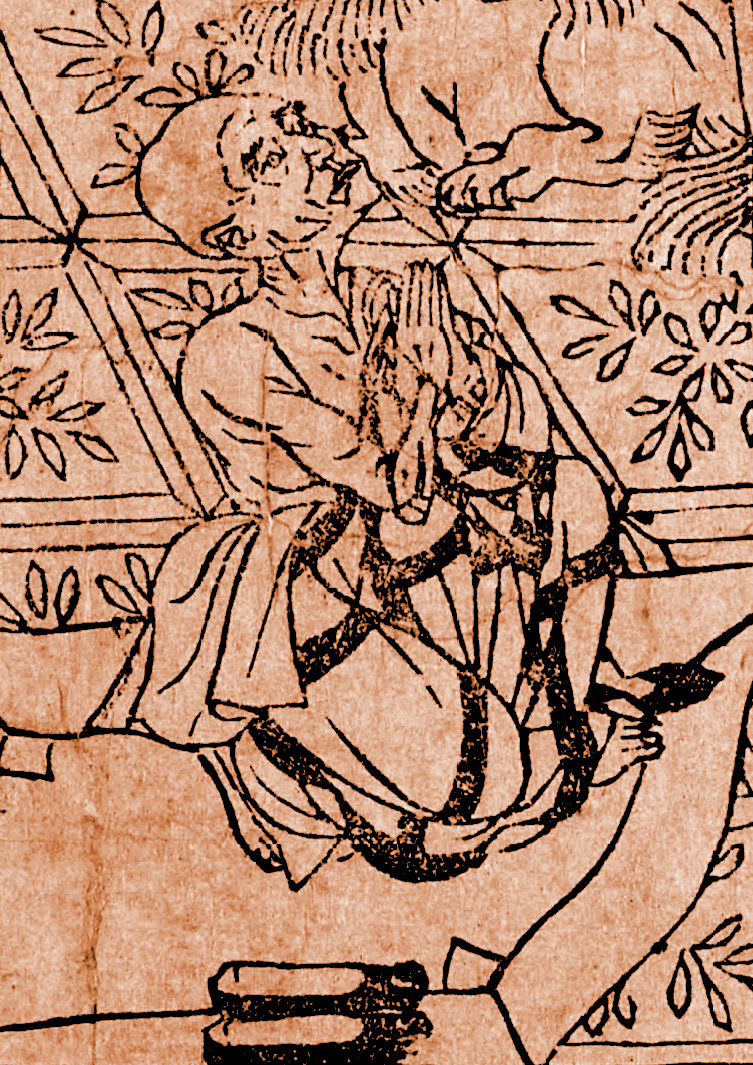
الشوبيتي (Subhūti) الأكبر يخاطب بوذا. التفاصيل من طباعة كتلة دونهوانغ

السوترا الماسية هي ماهايانا سوترا قصيرة ومعروفة من براجناباراميتا (Prajñāpāramitā) أو نوع من «الحكمة الكاملة»، التي تركز على ممارسة عدم الثبات وغير المرفق؛ تمت مقارنتها في العمق والأهمية والعلاقة الكنسية مع الموعظة على الجبل [بحاجة لمصدر]
وقد وُجدت نسخة من الترجمة الصينية لـ السوترا الماسية بين مخطوطات دونهوانغ في أوائل القرن العشرين ويرجع تاريخها إلى 11 مايو 868، فعلى حد تعبير المكتبة البريطانية، أن النسخة الكاملة من الكتاب المطبوع يرجع تاريخها إلى هذا التاريخ.
فالعنوان السنسكريتي الكامل لهذا النص هو Vajracchedikā Prajñāpāramitā Sūtra.

## معلومات تاريخية

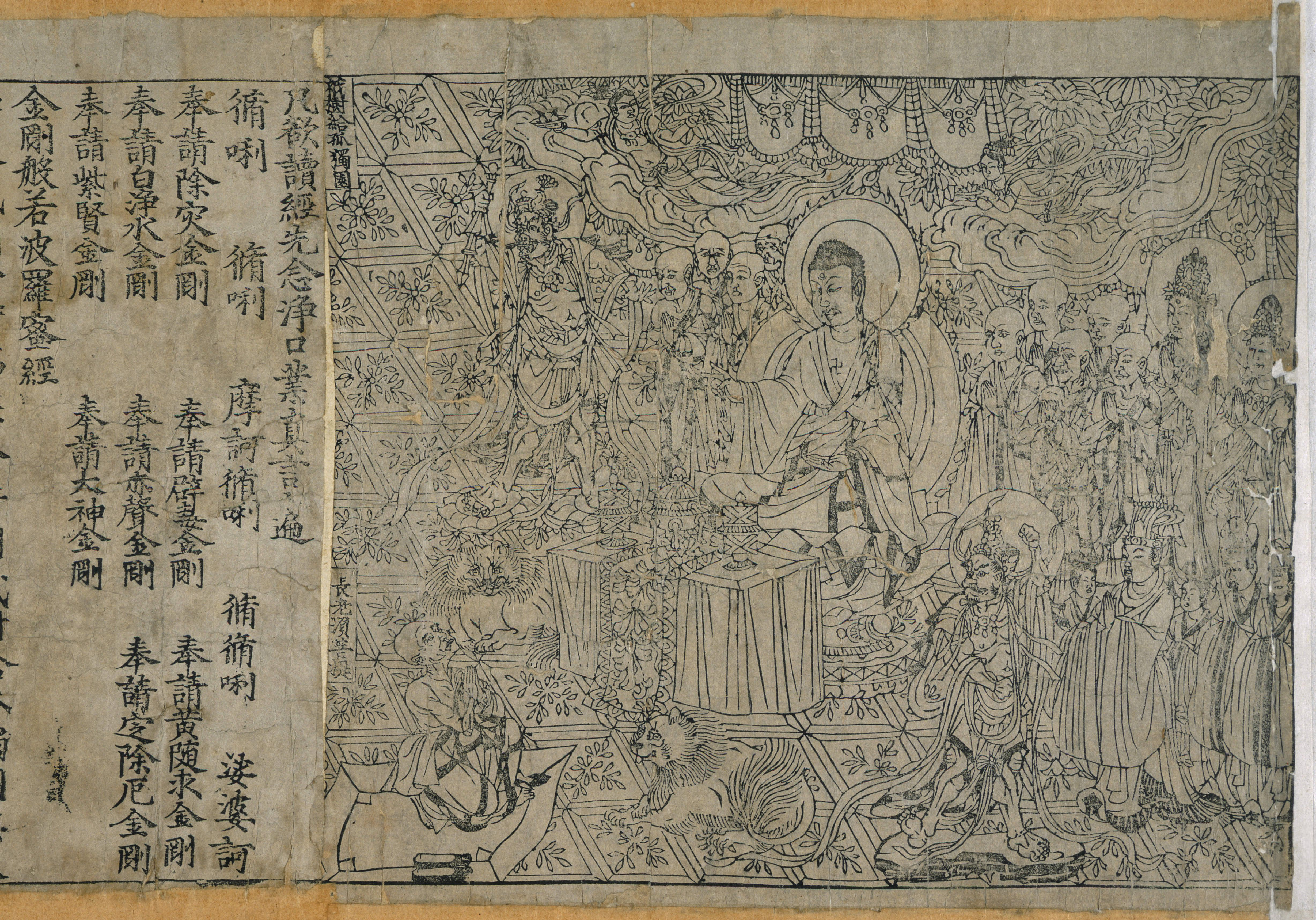
يرجع تاريخ السوترا الماسية الصينية المعروفة إلى أقدم كتاب مطبوع في العالم.

فرغم أن التاريخ الكامل للنص لا يزال غير معروف، إلا أن العلماء اليابانيين يعتبرون السوترا الماسية بصفة عامة موجودة منذ تاريخ مبكر كثيرًا عند تطور أدب Prajñāpāramitā. كذلك، يعتقد بعض الباحثين الغربيين أيضًا أن Aṣṭasāhasrikā Prajñāpāramitā Sūtra ارتكزت على أساس Vajracchedikā Prajñāpāramitā Sūtra المبكرة. وتتلخص الأبحاث الغربية الأولى حول السوترا الماسية في أعمال مولر.
ويعتقد أن أول ترجمة لـ السوترا الماسية إلى اللغة الصينية كانت في عام 401 قبل الميلاد من قبل المترجم المبجل والمثمر كوماراجيفا (Kumārajīva). وكان أسلوب «كوماراجيفا» مميز في الترجمة، حيث كان يتمتع بالسلاسة المتدفقة في التعبير انعكست على أولوياته في نقل المعنى بدلاً من الترجمة الحرفية الدقيقة. وكان لترجمة «كوماراجيفا» تقدير خاص وكبير على مر القرون وهذا هو الإصدار الذي ظهر عام 868 قبل الميلاد في لفيفة دونهوانغ. إضافة إلى ذلك، كانت توجد لترجمة «كوماراجيفا» عدد من الترجمات سابقًا. كما تمت ترجمة السوترا الماسية مرة أخرى من اللغة السنسكريتية إلى الصينية على يد بودهروشي (Bodhiruci) في عام 509 من العصر المسيحي وبارامارثا (Paramārtha) في عام من العصر المسيحي وشونزانغ (Xuanzang) في عام 648 من العصر المسيحي وييجنج (Yijing) في عام 703 من العصر المسيحي.
ولقد زار الراهب «شونزانغ» البوذي الصيني دير Mahāsāṃghika-Lokottaravāda في باميان، أفغانستان، في القرن السابع من العصر المسيحي. واستخدم شونزانغ حسابات السفر، حيث حدد علماء الآثار الحداثة موقع هذا الدير. واكتشفت بقايا مخطوطة «بيركبارك» للعديد من سوترات ماهايانا في الموقع، بما في ذلك Vajracchedikā Prajñāpāramitā Sūtra (الألفية 2385)، التي تعتبر الآن جزءًا من مجموعة سكوينSchøyen Collection. وكانت بقايا هذه المخطوطة مكتوبة باللغة السنسكريتية الغاندية ومكتوبة على لفيفة خاروشي (Kharoṣṭhī).